# Лагрольер
Лагролье́р (фр. Lagraulière, окс. La Grauliera) — коммуна во Франции, находится в регионе Лимузен. Департамент — Коррез. Входит в состав кантона Сейяк. Округ коммуны — Тюль.
Код INSEE коммуны — 19100.
Коммуна расположена приблизительно в 400 км к югу от Парижа, в 65 км юго-восточнее Лиможа, в 14 км к северо-западу от Тюля.

## Население
Население коммуны на 2008 год составляло 1070 человек.
| 1962 | 1968 | 1975 | 1982 | 1990 | 1999 | 2008 |
| ---- | ---- | ---- | ---- | ---- | ---- | ---- |
| 935  | 1072 | 980  | 1010 | 968  | 920  | 1070 |

## Администрация
| Период | Период | Фамилия         | Партия                              | Примечания                                   |
| ------ | ------ | --------------- | ----------------------------------- | -------------------------------------------- |
| 1968   | 1989   | Рене Шоффур     | Французская коммунистическая партия | член генерального совета кантона (1970—1988) |
| 1989   | 2008   | Жан Дюмулен     | Французская коммунистическая партия |                                              |
| 2008   |        | Франсуаза Лоран | Социалистическая партия             |                                              |

## Экономика
В 2007 году среди 596 человек в трудоспособном возрасте (15-64 лет) 440 были экономически активными, 156 — неактивными (показатель активности — 73,8 %, в 1999 году было 69,2 %). Из 440 активных работали 419 человек (219 мужчин и 200 женщин), безработных было 21 (11 мужчин и 10 женщин). Среди 156 неактивных 36 человек были учениками или студентами, 79 — пенсионерами, 41 были неактивными по другим причинам.

## Достопримечательности
- Церковь Сен-Марсель (XII век). Памятник истории с 1932 года[3]

## Фотогалерея
- Церковь Сен-Марсель
- Река Брезу[фр.]
- Карта коммуны